# 패트리어트 데이
《패트리어트 데이》(영어: Patriots Day)는 2016년 공개된 미국의 스릴러 드라마 영화이다. 2013년 발생한 보스턴 마라톤 폭탄 테러를 소재로 하고 있으며, 케이시 셔먼과 데이브 웨지의 책 《보스턴 스트롱》을 원작으로 한다. 피터 버그가 감독과 각본을 맡았으며, 버그 외에도 맷 쿡, 조슈아 지튜머가 각본을 썼다. 마크 월버그, J. K. 시먼스, 존 굿맨, 케빈 베이컨, 미셸 모나한이 출연한다.

## 줄거리
2013년 4월 14일, 보스턴 경찰국 소속의 토미 손더스 경사는 용의자를 체포하고 다음 날 보스턴 마라톤에서 처벌 임무에서 제외시켜 달라고 에드 데이비스 국장을 설득하는 데 실패한다. 마라톤 도중, 조하르와 타메를란 차르나예프 형제가 두 개의 압력솥 폭탄을 터뜨려 보스턴과 전 세계에 광범위한 공포를 불러일으킨다.
젊은 부부인 패트릭 다운즈와 제시카 켄스키는 부상을 입고 각기 다른 병원으로 이송되어 각자 다리 하나를 절단해야 한다. 가장인 스티브 울펜든도 부상을 입고 어린 아들 레오와 헤어지는데, 한 경찰관이 레오를 안전한 장소로 데려간다.
FBI 특수 요원 리처드 데슬로리어스는 데이비스 및 경찰과 협력하여 폭탄 테러를 수사하도록 배정된다. 한편 토미는 패트릭, 제시카, 스티븐, 레오를 포함하여 혼란 속에서 부상당하거나 사랑하는 사람들과 헤어진 사람들을 돕고 증거를 찾는다.
FBI 분석관들은 폭탄 테러 영상을 검토하여 조하르와 타메를란을 용의자로 지목하지만, 데슬로리어스는 추가 증거 없이 그들의 사진을 대중에게 공개하기를 꺼린다. 그러나 사진이 언론에 유출되면서 그의 손은 묶이게 되고, 워터타운 경찰서의 제프리 푸글리에세 경사 휘하의 대원들은 그들을 찾아 문틈 수색을 시작한다.
차르나예프 형제는 권총을 훔치려다 실패한 후 매사추세츠 공과대학교 경찰국 소속 션 콜리어 경찰관을 살해하고, 학생 던 "매니" 멍을 카재킹한다. 그들은 멍에게 마라톤 폭탄 테러를 저질렀으며 뉴욕에서 또 다른 테러를 계획하고 있다고 말한다.
조하르가 셸 가스 주유소 편의점에 있는 동안, 멍은 차량에서 탈출하여 길 건너편 모빌 주유소로 피신하여, 형제가 훔친 차를 타고 떠난 후 경찰에 그들의 행방을 알린다. 토미는 현장에 도착하여 형제의 계획을 알게 되고, 훔친 차의 GPS 추적 번호를 받는다. 추적기는 경찰을 워터타운에 있는 형제의 위치로 이끌고, 그곳에서 무장 대치 상황이 발생한다.
이어진 총격전에서 형제는 총기와 폭탄을 모두 사용하여 여러 명의 경찰관이 부상을 입는다. 타메를란이 총을 쏘는 동안, 푸글리에세는 그의 발목을 쏴서 더 많은 폭발물을 모으는 능력을 방해한다. 타메를란은 조하르에게 마지막 저항을 하는 동안 뉴욕으로 도망쳐 난동을 계속하라고 명령한다. 경찰이 타메를란을 제압하는 동안, 조하르는 당황하여 SUV를 타고 도주하면서 형제를 버리기로 결정하지만, 길을 막는 여러 경찰관을 들이받으려 한다. 그러나 그는 총격전의 아드레날린 때문에 타메를란이 도로 한가운데 제압되어 있다는 것을 모르고, 무심코 그의 머리와 가슴을 차로 깔아뭉개 형제를 죽게 만든다.
한편, 타메를란의 아내 캐서린 러셀과 매사추세츠 다트머스 대학교에서 온 조하르의 대학 친구들은 FBI 인질 구조팀에 구금되어 고가치 심문 그룹에 의해 심문을 받는다. 러셀은 남편의 불법 활동에 대한 어떤 지식도 밝히기를 거부하는 반면, 조하르의 룸메이트들은 이전에 그의 소지품에서 폭탄 부품을 발견했음에도 불구하고 그의 계획을 전혀 모르는 듯하다.
나중에 워터타운에서, 주민 데이비드 헤네베리는 조하르가 자기 집 뒷마당에 덮인 보트에 숨어 있다는 것을 깨닫고 토미와 윌리엄 에반스 서장에게 전화한다. 조하르는 짧은 대치 끝에 FBI HRT에 의해 빠르게 포위되어 체포된다. 주변 동네 거리에서는 군중들이 환호하고 토미와 그의 동료들은 축하한다. 보스턴 경찰은 보스턴 레드삭스 경기에 초대되어, 데이비드 오르티스가 그들의 영웅주의에 감사하며 "강해지세요"라고 말한다.
에필로그는 조하르가 독살형을 선고받고 연방 교도소에서 항소를 기다리고 있으며, 그의 세 명의 대학 친구들은 폭탄 테러 수사를 방해한 혐의로 체포되었고, 당국은 러셀의 폭탄 테러 연루 가능성에 대한 정보를 계속해서 찾고 있다고 밝힌다. 영화의 마지막 장면은 테러 희생자 네 명, 즉 크리슬 캠벨(29세), 리우 루앙(23세), 션 콜리어(26세), 마틴 리처즈(8세)를 추모하는 내용이다.

## 출연진
- 마크 월버그 - 토미 손더스 보스턴 경찰청 경사 역
- 존 굿맨 - 에드 데이비스 보스턴 경찰청 청장 역
- J. K. 시먼스 - 제프리 풀리에스 워터타운 경찰서 경사 역
- 빈센트 쿠라톨라 - 토머스 메니노 보스턴 시장 역
- 미셸 모나한 - 캐럴 손더스 역
- 케빈 베이컨 - 리처드 데로리에 FBI 특수요원 역
- 앨릭스 울프 - 조하르 차르나예프 역
- 테모 멜리키제 - 타메를란 차르나예프 역
- 마이클 비치 - 디벌 패트릭 매사추세츠 주지사 역
- 제임스 콜비 - 윌리엄 에번스 역
- 지미 O. 양 - 던멍 역
- 레이철 브로스너핸 - 제시카 켄스키 역
- 크리스토퍼 오시어 - 패트릭 다운스 역
- 멀리사 베노이스트 - 캐서린 러셀 역
- 제이크 피킹 - 숀 콜리어 역
- 칸디 알렉산더 - 심문자 역
- 데이비드 오티즈 - 본인 역